# برونو فاريلا
برونو فاريلا (بالبرتغالية: Bruno Varela‏) (4 نوفمبر 1994 بلشبونة في البرتغال - ) هو لاعب كرة قدم الرأس الأخضر وبرتغالي في مركز حراسة المرمى، شارك في كرة القدم في الألعاب الأولمبية الصيفية 2016. وشارك مع منتخب البرتغال تحت 16 سنة لكرة القدم ومنتخب البرتغال تحت 17 سنة لكرة القدم ومنتخب البرتغال تحت 18 سنة لكرة القدم ومنتخب البرتغال تحت 19 سنة لكرة القدم ومنتخب البرتغال تحت 21 سنة لكرة القدم. أما مع النوادي، فقد لعب مع ريال بلد الوليد وS.L. Benfica B ‏.

## وصلات خارجية
- برونو فاريلا على موقع الاتحاد الدولي (مؤرشف)  (الإنجليزية)
- برونو فاريلا على موقع الاتحاد الأوربي (الإنجليزية)
- برونو فاريلا على موقع قاعدة بيانات كرة القدم.إي يو (الإنجليزية)
- برونو فاريلا على موقع ناشيونال فوتبول تيمز (الإنجليزية)
- برونو فاريلا على موقع Soccerway.com (الإنجليزية)
- برونو فاريلا على موقع عالم كرة القدم.نت (الإنجليزية)
- برونو فاريلا على موقع أوليمبيديا (الإنجليزية)
- برونو فاريلا على موقع AS.com (الإسبانية)